# Pellegrino Tibaldi

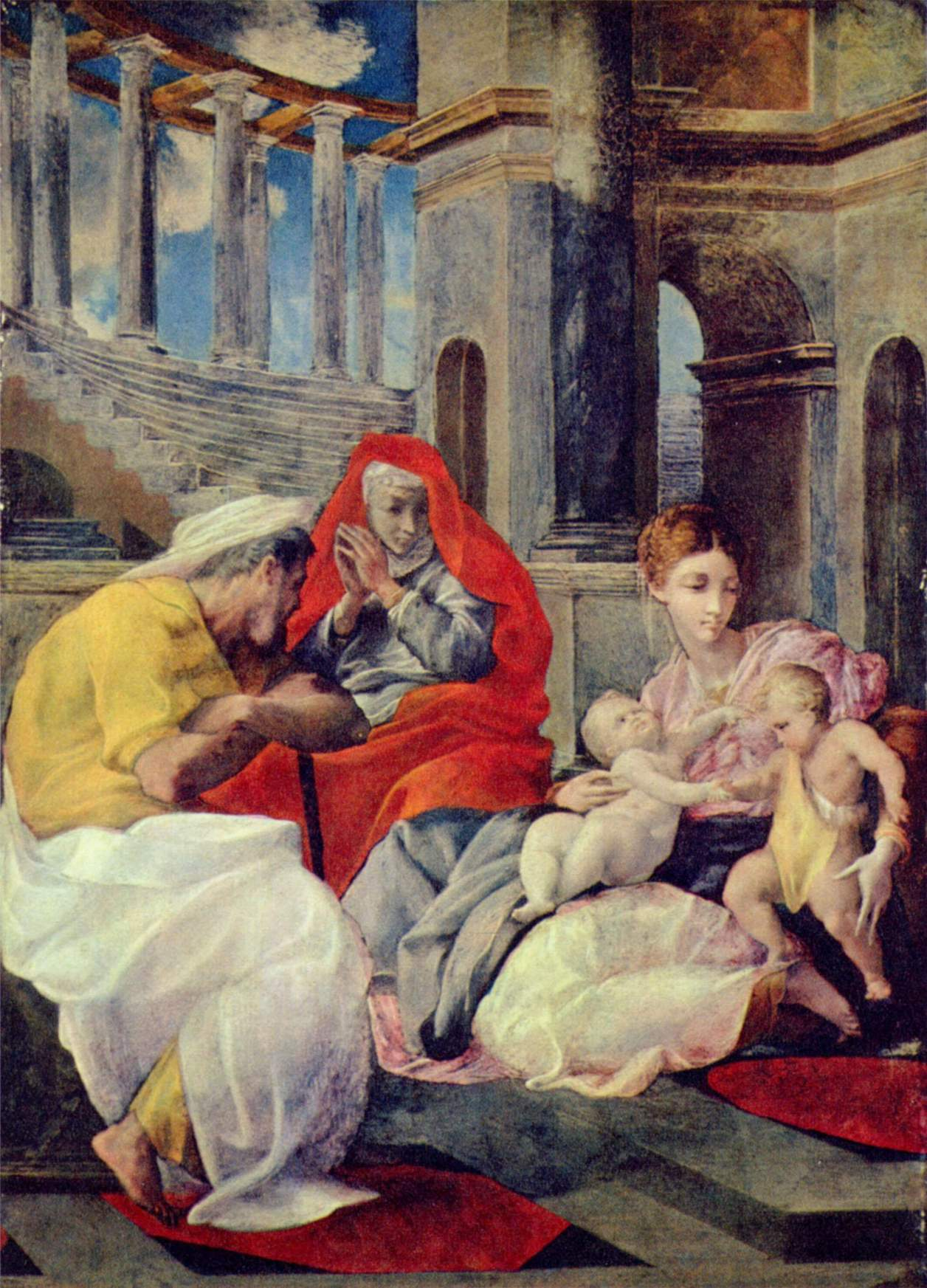
Heliga familjen med Elisabeth, oljemålning av Pellegrino Tibaldi i Eremitaget, Sankt Petersburg.

Pellegrino Tibaldi, även känd som Pellegrino di Tibaldo de Pellegrini eller Pellegrino da Bologna, född omkring 1527 i Valsolda, död 1596 i Milano, var en italiensk målare och arkitekt.
Tibaldi skapade i en stil starkt påverkad av Michelangelo börsen i Ancona och universitetet i Bologna och lät pryda båda byggnaderna med fresker. 1570 blev han byggmästare vid domen i Milano, där han bland annat uppförde krypta och baptisterium samt ärkebiskopspalats. 1586 kallades han av Filip II till Spanien, där han bland annat målade plafonden i Escorials bibliotek samt arbetade i Valladolid.